# 谷塚古墳群
谷塚古墳群（やつかこふんぐん）は、埼玉県草加市谷塚仲町にある古墳群。蜻蛉遺跡(とんぼいせき)しか発掘されていないため、単に蜻蛉遺跡ともいう。
旧入間川(現・毛長川)の古墳群のうち、下流部左岸の古墳群を指す。『新編武蔵風土記稿』などを根拠にかつては複数の古墳が存在していたとされているが、1994年から1995年に行われた辰井川の改修工事に伴う発掘調査で確認されているのは蜻蛉遺跡の蜻蛉古墳1基のみである。

## 蜻蛉遺跡
谷塚古墳群で唯一発掘された遺跡である。古墳時代の遺構として、4世紀のものとみられる方形周溝墓3基、6世紀のものとみられる周囲20.2mの円墳1基(蜻蛉古墳)、溝跡5条、土坑8基、ピット2基が発見されている。方形周溝墓からは壺・甕・高坏・瑪瑙の勾玉・切子玉が、古墳の周溝からは土器、紡錘車が出土した。1号方形周溝墓は推定一辺14m、2号方形周溝墓は調査区に一部が入っていたのみで規模は不明、3号方形周溝墓は推定一辺26.4mの規模である。平安時代の遺構としては井戸跡2基、溝跡3条、土坑5基が発見され、そこから土師器、須恵器が出土した。中近世の遺構としては井戸跡10基、掘立柱建物跡2棟、土坑3基、溝跡14条、神社跡1ヶ所が発見され、井戸跡から擂鉢、石臼、板碑、漆塗椀、曲物などの木製品が出土した。
また、出土品から東海地方西部の人々が水田開発に関わっていたことが窺える。